# El comiat (Doctor Who)
El comiat (The Parting of the Ways en l'original anglès) és el tretzè i últim episodi de la primera sèrie de la sèrie de televisió de ciència-ficció britànica Doctor Who. Va ser emès originalment el 18 de juny del 2005 i és el desenllaç d'una duologia; la primera part, El llop ferotge, va ser emesa l'11 de juliol del mateix any. Aquesta segona part fou l'última aparició de Christopher Eccleston com a Doctor, i en conseqüència, la primera de David Tennant en el mateix paper després de la regeneració del Doctor; també fou l'última aparició del personatge Jack Harkness, per John Barrowman, fins a l'episodi Utopia, dos anys més tard. A l'episodi també es revelà el significat de les paraules "Llop Ferotge", que havien estat introduïdes per tota la sèrie episodis anteriors.

## Sinopsi
La Rose Tyler s'ha enfrontat a perills i ha vist miracles de la mà del Doctor. Ara, amb la Terra immersa en una guerra èpica, la seva amistat està en joc. Davant la massacra humana, el Doctor es veu obligat a emprendre accions terribles. Tornaran a veure's els nostres viatgers del temps?